# Aliens: Thanatos Encounter
Aliens: Thanatos Encounter è un videogioco d'azione con visuale dall'alto in stile Alien Breed in cui si possono scegliere vari marines, il salvataggio avviene tramite password, e stato sviluppato dalla Wicked Witch Software e Crawfish Interactive e pubblicato nel 2001 dalla THQ per Game Boy Color, ed ispirato al franchise cinematografico Alien soprattutto ad Aliens - Scontro finale.